# Panzerbüchse M.SS41
A Panzerbüchse M.SS41, vagy röviden Pz.B. M.SS41 egy 7,92 mm-es cseh gyártmányú páncéltörő puska volt, melyet a Szudétavidék német megszállása után az SS-alakulatok használtak.

## Jellemzői
A fegyvert még a háború előtt fejlesztették ki Csehszlovákiában, a brnói fegyvergyárban. A Szudétavidék 1938-as német megszállása után azonban több más cseh fegyverrel együtt a Wehrmacht és a Waffen-SS kezére került.
A puska bullpup kialakítású fegyver volt (ez azt jelenti, hogy a tára az elsütőbillentyű mögött helyezkedett el). Tömege üresen 13 kg volt, ezért kétlábú állvánnyal látták el, a fegyver kompatibilis volt az összes cseh géppuska, de még a német MG34 bipodjával is. Tárába 6 db 7,92 × 94 mm-es, eredetileg a Wehrmacht által kifejlesztett páncéltörő lőszer fért. Ez a muníció a kor többi páncéltörő lőszeréhez képest egy különleges konstrukció volt: a hüvely nagy és súlyos volt, a nyakán azonban összeszűkült. Ez furcsa megjelenést okozott a lőszer számára: nagy méretű hüvely egészen kicsi lövedékkel. A cseh mérnökök ötlete ugyanis az volt, hogy egy kiskaliberű, ám nagy sebességű lövedék könnyebben át tud hatolni a korabeli harckocsik páncélzatán, mint egy nagyobb (például 20 mm átmérőjű) de kisebb sebességű. 
A fegyvert betárazás, és az első lövés leadása után úgy kell működtetni, hogy a katona megfogja a pisztolymarkolatot és erősen jobbra tolja, ilyenkor a cső kireteszelődik. Ha ezek után az említett, kézben tartott markolatot előretolja, akkor a kilőtt, üres hüvely kivetődik, majd ha ezt az egész műveletet a fordított irányban megismétli, akkor a fegyver új lőszert tölt a töltényűrbe, tehát a puska újra tüzelésre kész.
A Pz.B M.SS41 sokkal jobb konstrukciónak bizonyult, mint a Wehrmacht által használt egylövetű, rendkívül hosszú és kényelmetlen Pz.B. 39-es páncéltörő puska, ráadásul az egyre fejlettebb harckocsik ellen már egy lövés nem sokat ért. Azonban az M.SS41 ismétlőfegyver volt, tehát a lövész kis idő alatt ellőhette a betöltött 6 db lőszert, szemben a Pz.B. 39-essel, melyet minden lövés után újra kellett tölteni. 

## Használhatósága a háború előrehaladtával
A fegyver, (hasonlóan a többi korabeli páncéltörő puskához) hamar elavulttá vált, miután a harckocsik páncélzatát drasztikusan megerősítették a második világháború közepe táján. Az M.SS41-es puska lövedéke 90 fokos becsapódási szög esetén 30 mm homogén acélpáncélt ütött át 100 méter távolságból. Ez a páncélátütési képesség maximum könnyűharckocsik és lövészpáncélosok ellen volt hatásos, a kor fejlődésben lévő közepes és nehézharckocsijai elleni küzdelemben alulmaradt. A páncéltörő puskát emiatt kisebb járművek, ellenállási fészkek, bunkerek és alacsonyan támadó repülőgépek ellen tudták csak hatásosan alkalmazni.